# Maanpalpmot
De maanpalpmot (Teleiodes luculella) is een vlinder uit de familie tastermotten (Gelechiidae). De wetenschappelijke naam is voor het eerst geldig gepubliceerd in 1813 door Jacob Hübner.
De soort komt voor in Europa.